# Ісміхан Кая-султан
Ісміхан Кая Ханим-султан (1633—1659) — донька Мурада IV і Айше Султан, дружина та соратниця Мелек Ахмеда-паші. Її життя детально описав Евлія-челебі (племінник Мелек Ахмеда-паші).

## Біографія
Ісміхан Кая-султан народилася в Стамбулі в 1633 році в родині османського султана Мурада IV і його фаворитки Айше-султан.
Під час святкування з нагоди народження Ісміхан, згідно з описом Евлія Челебі, відбувся запуск ракети з людиною — Лагарі Хасаном.
Хоча Евлія Челебі згадує про народження у Мурада IV 32 дітей, зрілого віку досягли лише приблизно 8 дочок — серед них Кая-султан.
Кая означає «скеля». Султан сказав їй: «Кая, оскільки у тебе ім'я скелясте, кам'яне, то я дарую тобі сорочку з каменю». Він подарував їй сорочку, яку можна було кинути у вогонь, щоб очистити. Як писав Евлія Челебі, це була сорочка з азбесту, що добувається на Кіпрі. З азбестової тканини робили різні речі, наприклад, білизну, хустки, килими, і дарували «великим людям» як незвичайний і дорогий матеріал.
У 1640 році помер батько Каї і на престолі опинився його молодший брат Ібрагім I. Після цього матір Каї з доньками була вислана до Старого палацу.
У 1644 році, з ініціативи своєї бабусі, валіде Кесем-султан, одинадцятирічна Ісміхан була видана в шлюб з майбутнім великим візиром Мелеком Ахмед-пашею, старшим за неї приблизно на 40 років. Подробиці шлюбу були описані Евлією Челебі, племінником (сином двоюрідної сестри) і протеже Мелек Ахмеда-паші, а сестра Евлії служила Каї. Кая боялася шлюбу настільки, що в першу шлюбну ніч вдарила Ахмеда-пашу кинджалом. Іншим разом вона відрізала частину його бороди, і він деякий час не міг відвідувати диван. Страхи були пов'язані з передбаченням, що вона помре під час пологів.
Через 7 років шлюбу Кесем викликала Каю і Ахмеда-пашу і запитала їх, з якої причини за цей час Кая не завагітніла і не народила дитину, на що він відповів, що ні разу не був з дружиною. Кесем порадила паші вбити служниць і компаньйонок дружини і зламати її опір. Потім Кесем замкнула їх в кімнаті, і Каї довелося поступитися чоловікові, після чого вона завагітніла. На знак подяки Мелек-паша обсипав Кесем подарунками.
Через дев'ять місяців Кая благополучно народила дочку. Вона полюбила чоловіка, прогнала всіх своїх колишніх повірниць і весь час стала проводити з ним. Наступні 10 років їх шлюбу були щасливими; крім того, Кая надавала чоловікові підтримку як морально, так і фінансово. За словами Евлії, Кая була однією з найбагатших принцес.
У грудні 1647 року дядько Каї, султан Ібрагім I, одружився зі своєю наложницею Хюмашах-султан. Проти цього шлюбу виступила не тільки Кая, а й троє її тіток, Айше, Ханзаде і Фатьма. Ібрагім, який відрізнявся буйною вдачею, конфіскував їхнє майно і подарував його своїй новоспеченій дружині. Крім того, їм було урізано платню, яка надається всім членам династії: так наложниці Ібрагіма отримували 1000—1300 акче в день, в той час як султанші отримували не більше 400 акче.

### Султанка
З 5 серпня 1650 по 21 серпня 1651 року чоловік Каї займав найвищий пост держави — великого візира.
2 вересня 1651 року було вбито Кесем-султан. Проти Мелек Ахмеда-паші були висунуті звинувачення командою нового великого візира, Сиявуша-паші. Кетхюда (управитель) Мелек Ахмеда-паші був поміщений у в'язницю і йому разом з Ахмедом-пашею було пред'явлено звинувачення в розтраті грошей. Коли Евлія Челебі повідомив про це Каю-султан, вона негайно вирушила до своєї двоюрідної сестри — дружини Сиявуша-паші (дочки Реджеба-паші і Гевхерхан-султан), і веліла покликати її чоловіка. Коли Сиявуш-паша прийшов, Кая-султан накинулася на нього зі звинуваченнями у вбивстві своєї бабусі, Кесем-султан. Вона заявила, що не дозволить тримати в тюрмі слугу свого чоловіка, що якщо потрібно, вона сама заплатить потрібну суму. Все ще в люті вона вирушила прямо до нової валіде, а потім і до султана. Три дні потому кетхюда був звільнений, а Сиявуш-паша зусиллями Каї-султан позбавлений поста.
Восени 1654 року, коли Кая була вагітна вдруге і перебувала на сьомому місяці, Ахмед-паша був викликаний в Стамбул, де отримав призначення в Ван. Великий візир вимагав негайного відправлення Ахмеда на місце служби. Настільки стрімке призначення і відправлення змусили Каю думати, що її чоловіка хочуть вбити. Вона вирушила назустріч чоловікові в Стамбул через протоку; човни, на яких пливли подружжя, зустрілися, але у Каї почалися передчасні пологи. Коли подружжя дісталося до будинку, Ахмед-паша роздав 10 000 акче домашнім, щоб кожен прочитав тисячу разів «аль-Іхляс» (112 суру Корану) за благополучне позбавлення дружини від тягаря. Надіслані до Ахмеда-паші люди великого візира продовжували наполягати на негайному від'їзді в Ван, однак Ахмед-паша відмовився залишати дружину під час пологів. Кая народила мертвого сина. За свідченням Евлії Челебі, Ахмед-паша, тримаючи його і плачучи, говорив: «Дивіться, який був би гарний хлопчик». Не чекаючи похорону дитини, великий візир знову відправив до паші своїх людей, проте на цей раз Ахмед-паша прогнав їх, застосувавши до них силу.
Вже після від'їзду Ахмеда-паші були арештовані кілька людей з його оточення, включаючи кетхюду, дефтердара (скарбника), начальника канцелярії. Евлія Челебі, з'явившись до Іпшіру-паші за викликом, чув їхні крики. Йому продемонстрували нещасних, роздягнених догола і посаджених в басейн (була зима) в ланцюгах. Він повинен був умовити їх віддати гроші, нібито розтрачені або привласнені. Евлія Челебі, зробив, що міг, поговоривши з ними. Вони погодилися віддати все, що могли, однак через день Кая-султан повідомила Евлії, що їх повезли, нібито на заслання, але по дорозі вбили.
Кая-султан забезпечила Евлію грошима і відправила до Мелек Ахмеда-паші, повідомляючи чоловікові, що він повинен швидше дістатися до Курдистану. За її словами, Ібшір-паша просив у султана фірман на страту Мелек Ахмеда-паші, однак і султан, і валіде-султан були проти. «Цей Ібшір-паша моєму чоловікові родич (akraba), але він йому і скорпіон ('akraba)». У березні 1654 року Евлія Челебі виїхав слідом за Мелек Ахмедом-пашею, уникаючи великих доріг і заїжджих дворів.
У 1659 році великий візир Кепрюлю Мехмед-паша наказав конфіскувати 47 000 баранів, багато мулів і верблюдів з маєтку Ахмеда-паші. Подружжя поїхало зі Стамбула в заміський палац в Бейкоза, щоб бути подалі від зайвих очей і не провокувати великого візира.
У 1659 році Кая народила другу дочку, названу Фатьмою. За кілька місяців до вагітності Каї почали снитися пророчі сни, які передрікали швидку смерть від втрати крові. Мелек-паша, щоб заспокоїти дружину, порадив їй роздати велику суму біднякам і подарунки шанованим в столиці людям. Кая стала ще більш побожною, ніж раніше. Після народження дочки Мелек-паша роздав ще раз величезну суму в якості милостині. Однак пологи пройшли з ускладненнями: відшарувалася плацента і її частки залишилися в тілі; акушерки протягом трьох діб намагалися допомогти Каї, найчастіше досить болючими способами. На четвертий день після пологів Кая померла від великої крововтрати.
Незважаючи на наявність дочки і вдівця, майно султанки, за традицією, було передане в державну казну, при цьому великий візир Кепрюлю Мехмед-паша наказав забрати все, що знаходилося в палаці Каї-султан, в тому числі цінності, одяг і зброю Ахмеда-паші.
За свідченнями людей, Ахмед-паша, який палко любив дружину, зі сльозами кинувся на її труну, чим викликав осуд оточуючих. «Незрівнянна дівчина, сяючий місяць» — згадував про неї Ахмед-паша.
Похована Кая-султан в тюрбе султана Ібрагіма при мечеті Ая-Софія в Стамбулі, за словами Евлія Челебі «між султаном Ібрагімом і султаном Мустафою».
Через три роки після смерті Каї Ахмед-паша був змушений одружитися з її тіткою Фатьмою-султан.

## Діти
З опису Евлії Челебі відомо, що Ісміхан Кая-султан народжувала тричі:
- Афіфе Ханим-султан (1650/1652 — до 1659) — померла в дитинстві, похована в мечеті Шехзаде.
- мертвонароджений син (1654)
- Фатьма Ханим-султан (1659—1727) — 20 листопада 1727 року в записах казначейства відзначено отримання назад майна, виділеного Фатьмі. Проживала і померла в Стамбулі. Відомостей про шлюб або дітей немає. Похована на цвинтарі комплексу Азіза Махмуда Хюдаї.